# دهستان پی‌رجه
پی‌رجه، دهستانی است از توابع بخش مرکزی شهرستان نکا در استان مازندران ایران.
این دهستان به مرکزیت روستای زرندین سفلی می‌باشد. 
این بخش شامل روستاهای زیر است: بریجان، ولیجی محله، اومال، قلعه سر، گلبستان، کوهسارکنده، زرندین سفلی، زرندین علیا، سه‌کیله، اوکرکا، دوآب، درویش‌خلک، بندبنی، خرم‌چماز، یعقوب‌محله، للرد، گلورد کوچک، گلورد بزرگ، گرگتج، ‌رمدان‌خیل، لاک تراش، کارکم

## جمعیت
براساس سرشماری سال ۱۳۸۵جمعیت آن ۱۱۸۰۵ نفر (۲۹۹۴ خانوار) بوده‌است.